# 澳門巴士7A路線
澳門巴士7A路線是一條已取消的巴士路線，由澳巴經營，往返東方明珠和亞馬喇前地的巴士路線。

## 簡介及歷史
- 2009年4月26日，交通事務局進行第二階段巴士路線調整，本線開辦，由新福利營運。[1]

- 2011年8月1日，為配合新巴士模式實行，本線改由澳巴營運。

- 2015年6月6日，因拱形馬路道路工程，該路臨時改為單向行車，臨時繞經巴波沙大馬路、台山中街，暫不停靠「拱形馬路」站，臨時停靠「關閘馬路／三角花園」站。

- 2015年10月，上述改為永久實施，「拱形馬路」站正式取消。

- 2016年3月19日，因調整白朗古將軍大馬路周邊路段的行車安排，取消停靠「提督馬路／白朗古」站，行駛路線改為原線至雅廉訪大馬路，改經沙梨頭新街、飛喇士街至白朗古將軍大馬路後再按原線行駛。改為停靠設於飛喇士街的“筷子基衛生中心”站。[2]

- 2016年11月25日，由於停靠“西墳馬路”站會對交通有不良影響，因此取消該站。[3]

- 2016年12月2日，取消停靠「東曦閣」站。[4]

- 2016年12月7日，因「水坑尾街」停靠「社會工作局」站的路段規則由「允許直接左轉」修改成「禁止總長度超過8米車輛直接左轉」規則，新增停靠「高美士中葡中學」站，此舉令巴士必須繞塔石廣場一圈。[5]

- 2017年4月9日，本線與7路線合併而取消。[6]

## 路線資料

#### 收費
- 全程收費：澳門幣3.2圓。
- 使用澳門通全民卡，全程一律扣減車費2.0圓，餘額由政府支助。
- 使用澳門通學生卡，全程一律扣減車費1.0圓，餘額由政府支助。
- 使用澳門通長者卡，全程一律扣減車費0.3圓，餘額由政府支助。
- 使用澳門通殘疾卡，全程一律扣減車費0.3圓，餘額由政府支助。

#### 服務時間及班距
| 服務時間   | 星期一至六                  | 例假日（含公眾假期） |
| ---------- | --------------------------- | -------------------- |
| 東方明珠   | 06:55-23:15                 | 06:55-23:15          |
| 亞馬喇前地 | 06:25-23:55                 | 06:25-23:55          |
| 班距       | 尖峰8-10分鐘；離峰10-12分鐘 | 8-12分鐘             |

#### 路線停站
| 7A   | 東方明珠 ←→ 亞馬喇前地   | 東方明珠 ←→ 亞馬喇前地     |
| 編號 | 往程                     | 返程                       |
| 1    | 東方明珠總站             | 亞馬喇前地                 |
| 2    | 黑沙環／政府綜合服務大樓 | 約翰四世大馬路／馬統領街   |
| 3    | 望廈體育館               | 水坑尾街                   |
| 4    | 望賢樓                   | 高美士中葡中學             |
| 5    | 聖方濟各老人院           | 社會工作局                 |
| 6    | 亞利鴉架街               | 鏡湖醫院                   |
| 7    | 歸僑總會                 | 連勝馬路                   |
| 8    | 沙嘉都喇街               | 連勝馬路／高士德           |
| 9    | 塔石體育館               | 雅廉訪／聖心               |
| 10   | 水坑尾／公共行政大樓     | 筷子基衛生中心             |
| 11   | 八角亭                   | 台山街市                   |
| 12   | 亞馬喇前地               | 關閘馬路／三角花園         |
| 13   |                          | 祐漢第二街                 |
| 14   |                          | 祐漢街市                   |
| 15   |                          | 黑沙環中街／黑沙環衛生中心 |
| 16   |                          | 東方明珠總站               |

## 圖片集

### 新福利時期

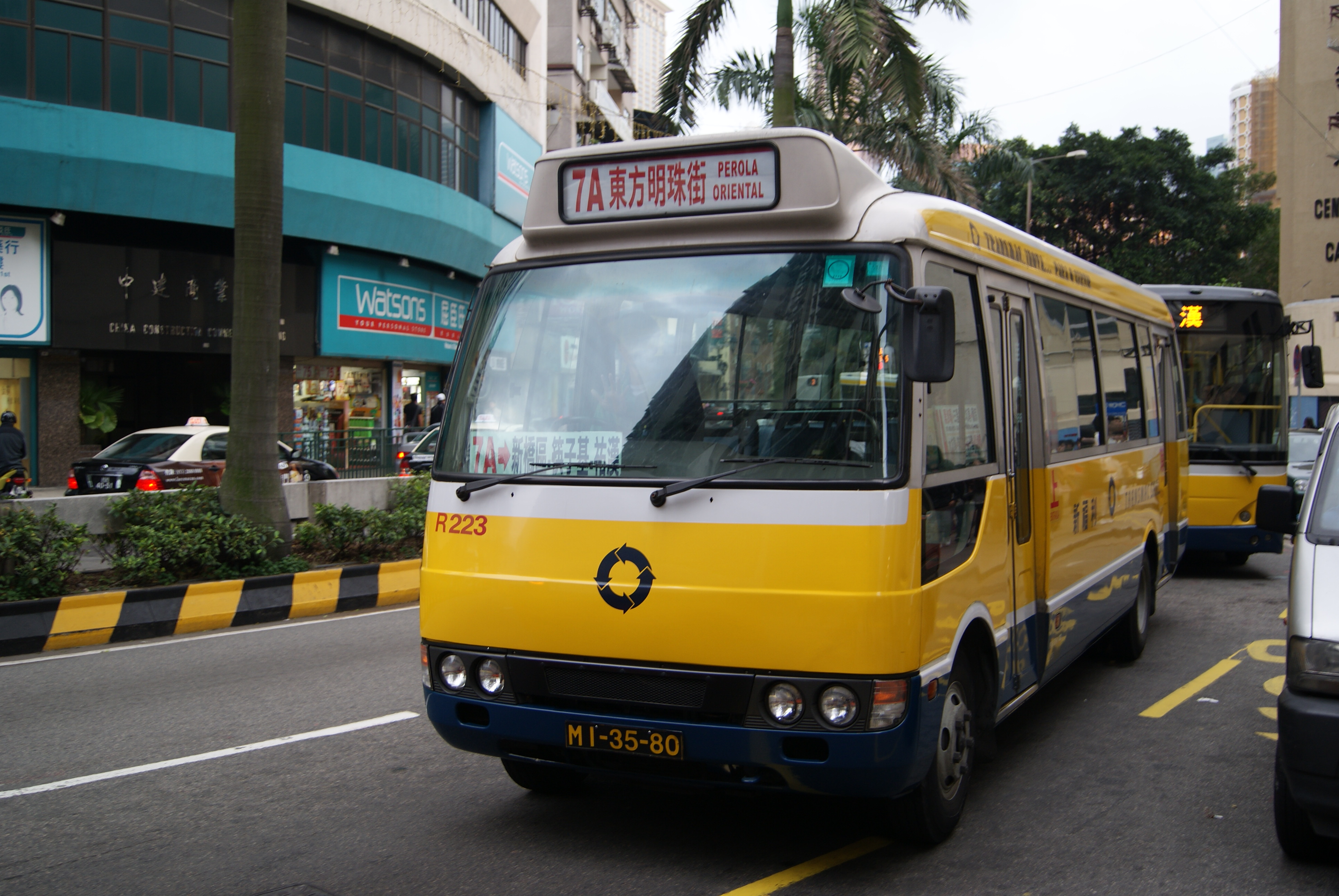
三菱Rosa
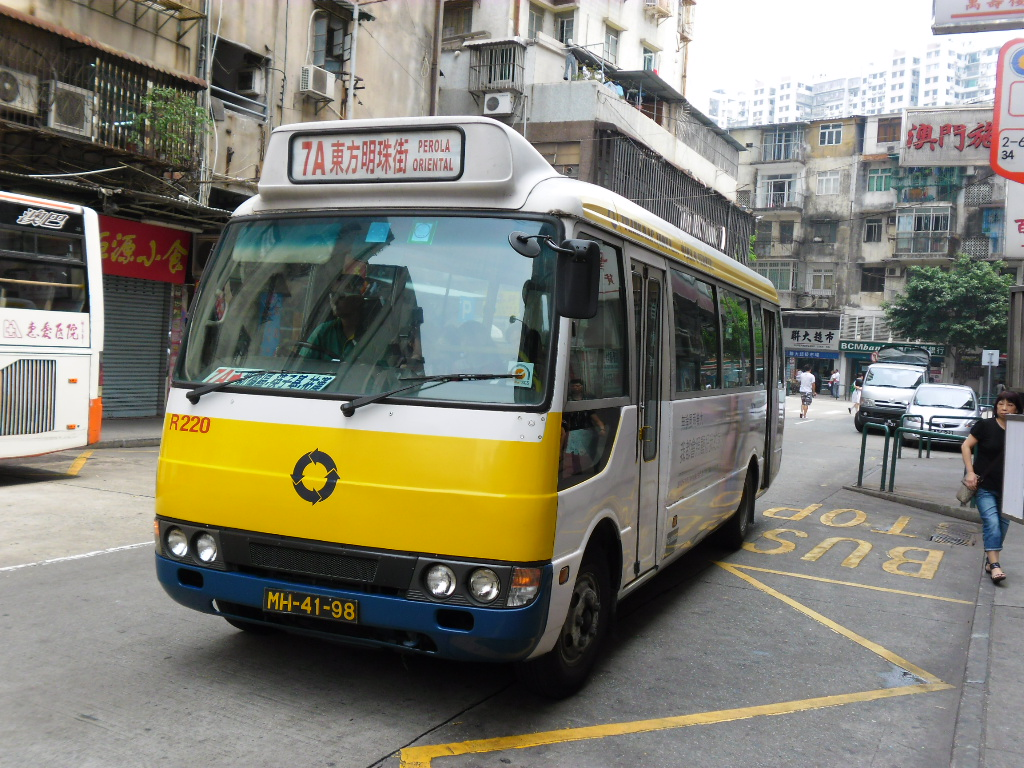
三菱Rosa
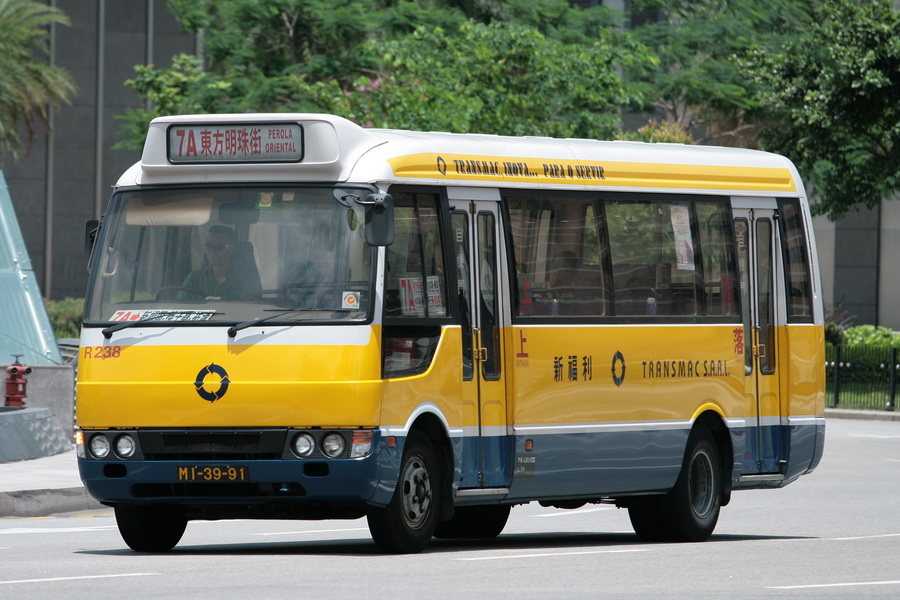
三菱Rosa （梗窗款式）

### 澳巴時期

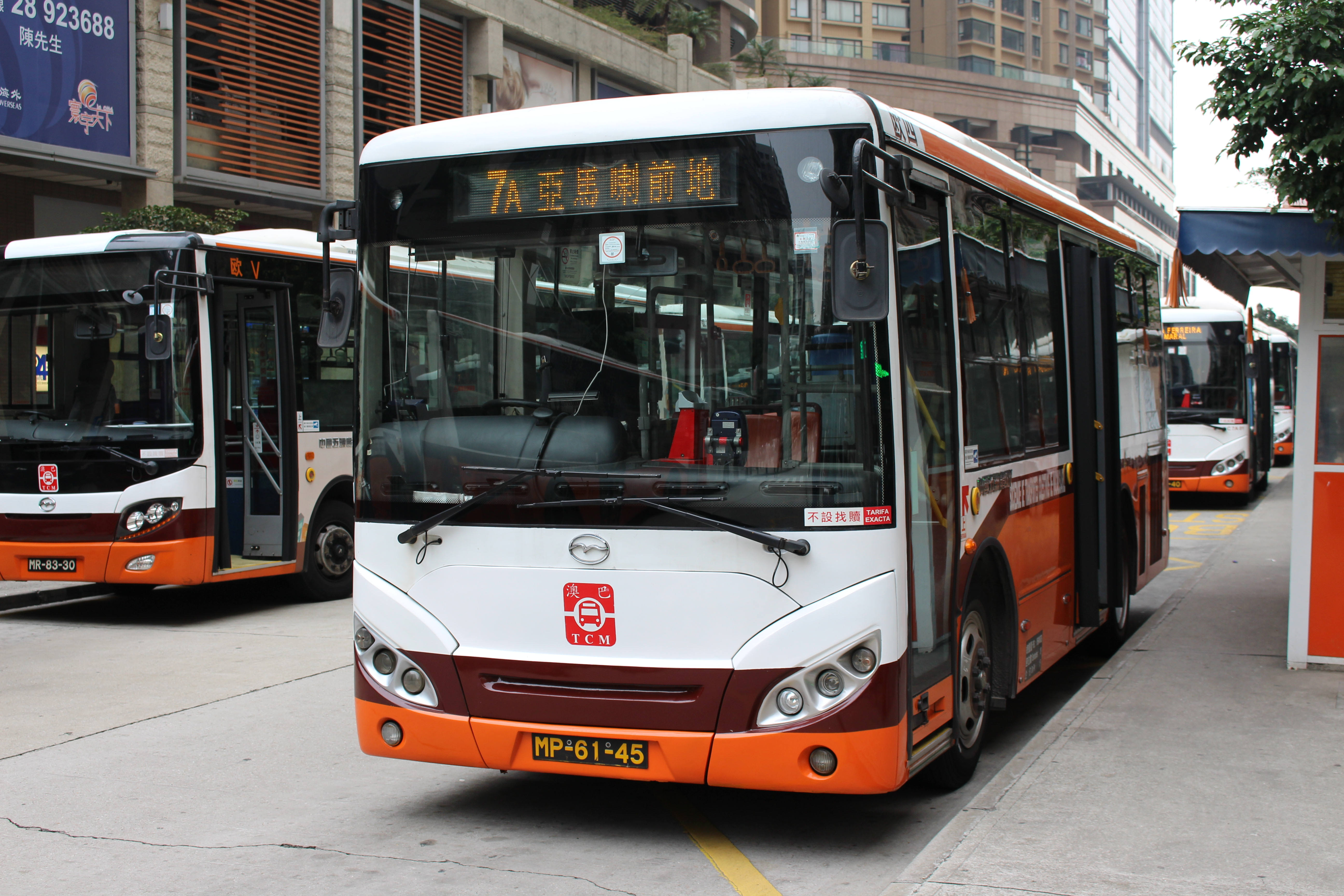
五洲龍FDG6751G

## 外部連結
- 澳門公共汽車有限公司（官方網站） （页面存档备份，存于）